# Virtual XI
Virtual XI (uttalat Virtual Eleven) är det elfte studioalbumet av det engelska heavy metal-bandet Iron Maiden. Albumet är det sista med Blaze Bayley på sång. Det släpptes 23 mars 1998.  

## Låtlista
1. Futureal (Harris/Bayley) 2:55
2. The Angel and the Gambler (Harris) 9:52
3. Lightning Strikes Twice (Murray/Harris) 4:50
4. The Clansman (Harris) 8:59
5. When Two Worlds Collide (Murray/Bayley/Harris) 6:17
6. The Educated Fool (Harris) 6:44
7. Don't Look to the Eyes of a Stranger (Harris) 8:03
8. Como Estais Amigos (Gers/Bayley) 5:30

## Banduppsättning
- Steve Harris - bas
- Blaze Bayley - sång
- Janick Gers - gitarr
- Nicko McBrain - trummor
- Dave Murray - gitarr

## Virtual XI

### Inspelning
Efter en tids ledighet återsamlades Iron Maiden på sensommaren 1997 hos Steve Harris i hans hemmastudio Barnyard Studios i Essex, England för att påbörja arbetet med nästa album. Blaze Bayley hade börjat skrivit nya texter redan under hösten 1996. Producenter var Nigel Green och Steve Harris.
Titeln Virtual XI uppstod ur kombinationen fotboll och Iron Maidens futuristiska datorspel Ed Hunter The Game. Enligt Harris antog bandet att deras publik delade deras intresse för fotboll, och eftersom det var fotbolls-VM under 1998 gjorde de fotboll till ett inslag i albumsläppet.
På tidigare Iron Maiden-album hade keyboarddelarna spelats av Michael Kenney, men på Virtual XI spelas de av Steve Harris själv.

### Låtdetaljer
Steve Harris fick idén till The Angel and the Gambler under en motorcykeltur i England.
The Clansman är baserad på filmen Braveheart. 
Como Estais Amigos är en kommentar på Falklandskriget. Det var den första texten som Blaze Bayley fick färdig till albumet och den skrevs redan under bandets besök i Argentina 1995.

### Omslaget
Omslaget till albumet är gjort av Melvyn Grant och föreställer bandmaskoten Eddie som griper efter en ung kille som bär ett VR-headset. I bakgrunden syns en fotbollsplan. Grant hade blivit instruerat att skapa något som handlade om virtuell verklighet, men blev senare instruerad att lägga till en fotbollsmatch eftersom bandet fått idén att även anknyta albumet till fotbolls-VM.

### Singlar
- The Angel and the Gambler (Harris) - Släpptes den 9 mars 1998. Nådde plats 18 på brittiska topplistan och plats 29 på den svenska.
- Futureal (Harris/Bayley) - Släpptes den 28 september 1998.

## Mottagande
Albumet nådde plats 16 på både engelska och svenska topplistan. Albumet är det som sålt minst av alla album Iron Maiden släppt. År 2009 uppgavs det ha sålt cirka 1 050 000 exemplar.

## Marknadsföring
För att marknadsföra Virtual XI gjorde Iron Maiden en promotionturné där de spelade fotboll mot kändislag i olika länder. I Sverige arrangerades fotbollsmatchen i Fryshuset den 22 mars 1998, vilket blev Iron Maidens första inomhusmatch. Det svenska kändislaget kallade sig FC Jazzmen Allstars och bestod av bl.a. Glenn Hysén, Anders Limpar, Niklas Strömstedt, Staffan Hellstrand, Arvingarna, Dr. Alban och Anders Mannio från svenska EMI. Matchen slutade 19-11 till Iron Maiden. Fotbollsmatchen i Sverige sammanföll med världsreleasen för albumet, och releasefesten hölls på Klubben i samma byggnad.
I Sverige gästade Iron Maiden även Söndagsöppet, som spelades in den 24 mars 1998, och framförde en treminutersversion av The Angel and the Gambler playback. Janick Gers kunde inte närvara på grund av familjeangelägenheter i England, och Tony Newton från Dirty Deeds vikarierade som gitarrist. Detta är endast andra gången bandet framträtt med en vikarie. Det var bandets svenska skivbolag som hade kontaktat Söndagsöppet, eftersom det var ont om svenska musikprogram i tv och Söndagsöppet var Sveriges populäraste tv-program.

## Turné
Albumturnén kallades Virtual XI World Tour och pågick mellan april 1998 och december 1998 med totalt 83 genomförda konserter, av 94 inplanerade.
Sju av albumets åtta låtar har framförts live. Den enda låten som aldrig framförts live är "Como Estais Amigo".